# Prérisármány
A prérisármány (Calamospiza melanocorys) a madarak osztályának a verébalakúak (Passeriformes) rendjéhez, ezen belül a Passerellidae családjához tartozó Calamospiza nem egyetlen faja.

## Előfordulása
Kanada, Mexikó és az Amerikai Egyesült Államok területén honos.

## Megjelenése
A hím fekete, csak szárnyán található egy vékony fehér csík.

## Életmódja
Tápláléka főként rovarokból áll, télen magvakból.

## Szaporodása
Lapos fészkét a földre építi.